# Општина Роешти (Валча)
Роешти (рум. Roeşti) општина је у Румунији у округу Валча.
Oпштина се налази на надморској висини од 292 m.